# Alex Ferns
Alexander „Alex“ Ferns (* 13. Oktober 1968 in Lennoxtown, Schottland) ist ein britischer Schauspieler.

## Leben
Der im schottischen Lennoxtown als ältestes von drei Kindern geborene Ferns lebte seit seinem 11. Lebensjahr in Südafrika. Die Familie ließ sich in Secunda nieder, wo Ferns’ Vater als Elektriker beim Bau eines Kraftwerks arbeitete. Nach Beendigung der Schule diente Ferns in der South African Defence Force. Von 1987 bis 1989 war er in Angola im Kriegseinsatz. Danach studierte er Schauspiel an der Universität Kapstadt. Mitte der 1990er Jahre zog Ferns nach London zurück, um dort als Schauspieler zu arbeiten.
1996 war er im Actionfilm Der Geist und die Dunkelheit zu sehen. Danach folgten überwiegend Auftritte in Fernsehproduktionen. In den Jahren 2000 bis 2002 gehörte Ferns zur Besetzung der BBC-Fernsehserie EastEnders und übernahm in 112 Episoden die Rolle des schurkischen Trevor Morgan. Die Rolle brachte ihm diverse Preise und Nominierungen ein, darunter die Auszeichnung als Best Soap Newcomer bei den British Soap Awards 2002 und in der gleichen Kategorie bei den TV Quick Awards 2002. Bei einer Umfrage der Fernsehzeitschrift What’s On aus dem Jahr 2002 wurde der von Ferns dargestellte Trevor Morgan zu Großbritanniens Most Hated Soap Villain gewählt. Der Erfolg mit EastEnders hatte für Ferns aber auch negative Folgen; so erhielt er Todesdrohungen aufgebrachter Fans der Serie und blieb auch Jahre danach auf Schurkenrollen festgelegt.
In den nächsten Jahren übernahm Ferns überwiegend Episodenrollen in Fernsehserien und hatte Auftritte in Filmen wie Merry Christmas, Shadow Man – Kurier des Todes und L’affaire Farewell. Von 2017 bis 2018 verkörperte Ferns in der Seifenoper River City die Rolle des Kriminellen Rick Harper. In der HBO-Miniserie Chernobyl übernahm Ferns 2019 die Rolle des Bergmanns Andrei Gluchow. Für diese Darstellung wurde Ferns bei den BAFTA Awards, Scotland 2019 als Bester Schauspieler einer Fernsehproduktion ausgezeichnet. 2022 war Ferns in der Comicverfilmung The Batman als Commissioner Pete Savage zu sehen.
Parallel zu seiner Arbeit bei Film und Fernsehen tritt Ferns regelmäßig am Theater auf, so unter anderem am National Theatre, am Almeida Theatre, am Mercury Theatre in Colchester oder in den Trafalgar Studios.
Ferns ist seit 1996 mit Jennifer Woodburne verheiratet. Aus der Ehe gingen zwei Söhne hervor. Die Familie lebt im Londoner Stadtteil Finchley.

## Filmografie
- 1996: Der Geist und die Dunkelheit (The Ghost and the Darkness)
- 1996: Rhodes (Fernsehserie, 6 Episoden)
- 1997: Tarzan – Die Rückkehr (Tarzan: The Epic Adventures, Fernsehserie, 1 Episode)
- 1997: Black Velvet Band (Fernsehfilm)
- 1998: The Bill (Fernsehserie, 1 Episode)
- 1999: Psychos (Miniserie, 1 Episode)
- 1999: Taggart (Fernsehserie, 1 Episode)
- 2000: Britannic (Fernsehfilm)
- 2000: Holby City (Fernsehserie, 1 Episode)
- 2000: Doctors (Fernsehserie, 1 Episode)
- 2000–2002: EastEnders (Fernsehserie, 112 Episoden)
- 2001: Randall & Hopkirk – Detektei mit Geist (Randall & Hopkirk (Deceased), Fernsehserie, 1 Episode)
- 2001–2002: De 9 dagen van de gier (Fernsehserie, 7 Episoden)
- 2003: Man Dancin’
- 2004: Making Waves (Fernsehserie, 2 Episoden)
- 2005: Merry Christmas
- 2006: Dream Team 80's (Miniserie, 2 Episoden)
- 2006: Shadow Man – Kurier des Todes (Shadow Man)
- 2006: Low Winter Sun (Fernsehfilm)
- 2006: Rom und seine grossen Herrscher (Ancient Rome: The Rise and Fall of an Empire, Dokumentarserie, 1 Episode)
- 2007: M.I.High (Fernsehserie, 1 Episode)
- 2007: Casualty (Fernsehserie, 1 Episode)
- 2009: L’affaire Farewell
- 2014: The Widower (Miniserie, 2 Episoden)
- 2014: 24: Live Another Day (Miniserie, 1 Episode)
- 2014: Generation der Verdammten (The Passing Bells, Miniserie, 3 Episoden)
- 2014: True West
- 2015: Legend
- 2015: The Coroner (Fernsehserie, 1 Episode)
- 2015: Kommissar Wallander: Die weiße Löwin (Wallander, Fernsehserie, 1 Episode)
- 2016: Vera – Ein ganz spezieller Fall (Vera, Fernsehserie, 1 Episode)
- 2016: Wolfblood – Verwandlung bei Vollmond (Wolfblood, Fernsehserie, 6 Episoden)
- 2016: Hot Property
- 2016: Legend of Tarzan (The Legend of Tarzan)
- 2017: Taboo (Fernsehserie, 1 Episode)
- 2017: Romans – Dämonen der Vergangenheit (Romans)
- 2017–2018: River City (Fernsehserie, 9 Episoden)
- 2019: Chernobyl (Miniserie, 1 Episode)
- 2020: Barkskins – Aus hartem Holz (Barkskins, Fernsehserie, 4 Episoden)
- 2020: Knuckledust
- 2021: Die Bande aus der Baker Street (The Irregulars, Fernsehserie, 4 Episoden)
- 2021: Cash Truck (Wrath of Man)
- 2021: Danny Boy (Fernsehfilm)
- 2022: The Batman
- 2022: The Devil’s Hour (Fernsehserie, 5 Episoden)
- 2022: Andor (Fernsehserie, 5 Episoden)
- 2023: Six Four (Fernsehserie, 3 Episoden)
- 2024: Godzilla × Kong: The New Empire